# Domenico Svampa
Domenico Svampa (nascido em 13 de junho de 1851 em Montegranaro, Itália, † 10 de agosto de 1907 em Bolonha) foi Arcebispo de Bolonha.

## Vida
Svampa estudou teologia em Fermo e Roma e recebeu em 4 de abril de 1874 a ordenação sacerdotal. Ele era Sócio da Academia de Santo Tomás de Aquino em Roma e de 1879 professor de teologia na Arquidiocese de Fermo.
Papa Leão XIII nomeou-o 23 de maio de 1887, Bispo de Forlí. A consagração episcopal deu-lhe em 29 de junho do mesmo ano o cardeal Giovanni Simeoni; Os co-consagradores foram Domenico Maria Jacobini e Antonio Maria Grasselli. Entre outras coisas, Svampa modernizou o ensino em seminários e promoveu iniciativas de caridade. Correntes liberais estavam abertas para o Svampa.
No consistório de 18 de maio de 1894, Leão XIII tomou. Svampa como Priest cardinal de Sant'Onofrio ao Colégio Cardinalício por diante. Apenas três dias depois ele o nomeou arcebispo de Bolonha. Após a morte de Leão XIII. Ele participou do conclave em 1903 , que Pio X escolheu. Vários anos antes da morte do papa, ele foi considerado um papado .
Depois que o cardeal Svampa sofreu um derrame em 1901 , sua saúde se deteriorou nos anos seguintes. Ele morreu em 1907 com a idade de apenas 56 anos.